# HD26677
HD26677 — хімічно пекулярна зоря спектрального класу A2, що має видиму зоряну величину в смузі V приблизно  6,5.
Вона  розташована на відстані близько 301,7 світлових років від Сонця.

## Фізичні характеристики
Зоря HD26677 обертається 
досить швидко 
навколо своєї осі. Проєкція її екваторіальної швидкості на промінь зору становить  Vsin(i)= 94км/сек.